# きっかけはYOU!
「きっかけはYOU!」（きっかけはユウ!）は、吉川友のデビューシングル。2011年5月11日にユニバーサル ミュージック ジャパンの社内レーベル・ユニバーサルJ（現：ポリドールレコード）から発売された。

## 概要
表題曲「きっかけはYOU!」は、吉川友主演映画『きっかけはYOU!』の主題歌として使用された。
初回限定盤A、B、C、通常盤の3種リリースで、初回盤A、B、Cにはそれぞれ別のカップリング曲が収録され、通常盤には「きっかけはYOU!」のリミックスバージョンが収録されている。
当初、2011年3月30日に発売される予定だった。

## 収録曲

### 初回限定盤A
1. きっかけはYOU! [4:11]
作詞：大華奈央香、作曲：オオヤギヒロオ・大華奈央香、編曲：michitomo[3][4][5]
  - 映画『きっかけはYOU!』主題歌[4]
2. さよなら涙 [4:28]
作詞・作曲・編曲：イワツボコーダイ[6][7]
3. きっかけはYOU!（Instrumental）
4. さよなら涙（Instrumental）

### 初回限定盤B
1. きっかけはYOU!
2. Candy Pop [3:51]
作詞：カワサキカナ、作曲：平賀伸明、編曲：michitomo[8][9]
3. きっかけはYOU!（Instrumental）
4. Candy Pop（Instrumental）

### 初回限定盤C
1. きっかけはYOU!
2. 冬空花火 [4:34]
作詞・作曲：聖司、編曲：michitomo[10][11]
3. きっかけはYOU!（Instrumental）
4. 冬空花火（Instrumental）

### 通常盤
1. きっかけはYOU!
2. きっかけはYOU!（REMIX）  [6:54]
3. きっかけはYOU!（Instrumental）

## プレデビュー・イベント
シングル発売を記念し、2011年2月13日から4月24日にかけてプレデビュー・イベントが行われた。
| 公演日  | 都道府県 | 会場                                                          | 形態               | 備考                                         |
| ------- | -------- | ------------------------------------------------------------- | ------------------ | -------------------------------------------- |
| 2月13日 | 東京都   | EBIS303イベントスペース                                       | ミニライブ・握手会 |                                              |
| 2月19日 | 埼玉県   | 浦和パルコ・7階特設会場                                       | サイン会           |                                              |
| 2月20日 | 埼玉県   | イオン北戸田ショッピングセンター・ 専門店街1Fセントラルコート | ミニライブ・握手会 |                                              |
| 2月26日 | 北海道   | サッポロファクトリーアトリウム                                | ミニライブ・握手会 |                                              |
| 2月27日 | 北海道   | 札幌メッセホール                                              | サイン会           |                                              |
| 3月5日  | 福岡県   | LIVEHOUSE CB                                                  | サイン会           |                                              |
| 3月6日  | 福岡県   | キャナルシティ博多・B1サンプラザステージ                      | ミニライブ・握手会 |                                              |
| 3月12日 | 愛知県   | ナディアパークアトリウム                                      | ミニライブ・握手会 | 東日本大震災の影響でイベントが中止となった。 |
| 3月13日 | 愛知県   | タワーレコード名古屋パルコ店・店内イベントスペース            | サイン会           | 東日本大震災の影響でイベントが中止となった。 |
| 3月20日 | 兵庫県   | アスピア明石・1Fアトリウムコート                              | サイン会           | 東日本大震災の影響でイベントが中止となった。 |
| 3月21日 | 大阪府   | 千里セルシー広場                                              | ミニライブ・握手会 | 東日本大震災の影響でイベントが中止となった。 |
| 3月27日 | 宮城県   | 仙台会場                                                      | 不明               | 東日本大震災の影響でイベントが中止となった。 |
| 4月3日  | 東京都   | タワーレコード渋谷店・B1「STAGE ONE」                         | ミニライブ・握手会 | 2回公演                                      |
| 4月23日 | 大阪府   | 心斎橋ビッグステップ・大階段特設ステージ                      | ミニライブ・握手会 |                                              |
| 4月24日 | 愛知県   | イオン千種ショッピングセンター・1Fセントラルコート            | ミニライブ・握手会 |                                              |

## デビュー・イベント
シングル発売を記念し、2011年5月10日からデビュー・イベントが行われた。
| 公演日  | 都道府県 | 会場                                                | 形態               | 備考                                                                           |
| ------- | -------- | --------------------------------------------------- | ------------------ | ------------------------------------------------------------------------------ |
| 5月10日 | 東京都   | タワーレコード渋谷店・B1「STAGE ONE」               | ミニライブ・握手会 | このイベントで、プレデビュー・イベントからの 握手した合計人数が1万人を越えた。 |
| 5月12日 | 東京都   | タワーレコード新宿店・7F イベントスペース           | ミニライブ・握手会 |                                                                                |
| 5月14日 | 愛知県   | タワーレコード名古屋パルコ店・ 店内イベントスペース | サイン会           |                                                                                |
| 5月15日 | 愛知県   | 玉音堂大名古屋ビル店・店内                          | CDお渡し会         |                                                                                |
| 5月21日 | 大阪府   | JEUGIAイオン茨木店・店内                            | サイン会           |                                                                                |
| 5月22日 | 大阪府   | ミヤコイオン大日店                                  | サイン会           |                                                                                |

## 映画
『きっかけはYOU!』は、2011年4月29日に公開された吉川友主演の劇場映画。吉川友が2011年5月11日にシングル「きっかけはYOU!」でデビューするまでのドキュメンタリー風エンタテインメント作品となっている。また、すべての上映館においてラストシーンに吉川友が出演し、パフォーマンスを生で披露するという映画史上初の試みを行っている。

### 登場人物
出演者を列記する。
- 吉川友
- 岩田和浩
- 前川正行
- 石垣光代
- 田口智也
- 樋渡真司
- 藤田正則
- 藤井宏之
- 田上ひろし
- 久松信美
- 清水伸
- 開博史
- 内野智
- 石川ゆみ
- michitomo
- KABA.ちゃん（特別出演）
- ET-KING（特別出演）
- ぱすぽ☆（特別出演）

### 音楽
主題歌「きっかけはYOU!」（歌: 吉川友、作詞: 大華奈央香、作曲: オオヤギヒロオ・大華奈央香、編曲: michitomo）

### 上映日程
以下の3館にて上映された。
| 上映日            | 都道府県 | 会場               | 備考                                               |
| ----------------- | -------- | ------------------ | -------------------------------------------------- |
| 4月29日 - 5月8日  | 東京都   | シネマート新宿     | 各日1回上映。 5月3日、真野恵里菜が応援として来場。 |
| 5月14日 - 5月15日 | 愛知県   | 109シネマズ名古屋  | 各日1回上映。                                      |
| 5月21日 - 5月22日 | 大阪府   | シネプレックス枚方 | 各日1回上映。                                      |

### DVDリリース・派生作品
この映画はDVD化されており、初回限定盤と通常盤の2種リリースされている。また、映画撮影の舞台裏を公開するドキュメントDVDも発売されている。